# أسطوميات
أسطوميات أو الخنافس القارضة للقلف أو خنافس التروجوسايتيد (الاسماء العلمية ostomatidae، Trogossitidae)، فصيلة حشرات نافعة من رتبة غمديات الأجنحة. اجناسها وانواعها عديدة. اجسامها مستطيلة الشكل. قرونها الأستشعارية مركبة من 10 أو 11 فاصلة. ارساغها خماسية، مكنها أسطواني الشكل، أغبر اللون. يرقاتها صغيرة. اجسامها غبراء اللون. رؤوسها وشروجها سود.